# Carrosserie Hermann Graber
La Carrosserie Hermann Graber è stata una casa automobilistica svizzera di vetture sportive e di lusso attiva dal 1927 al 1970, e specializzatasi negli anni trenta del XX secolo nel carrozzare autotelai prodotti dalla fabbriche Alfa Romeo, Bentley, Bugatti, Duesenberg e Packard, e negli anni cinquanta da Alvis, Bentley, Aston Martin, Lagonda, Rolls-Royce e Rover

## Storia

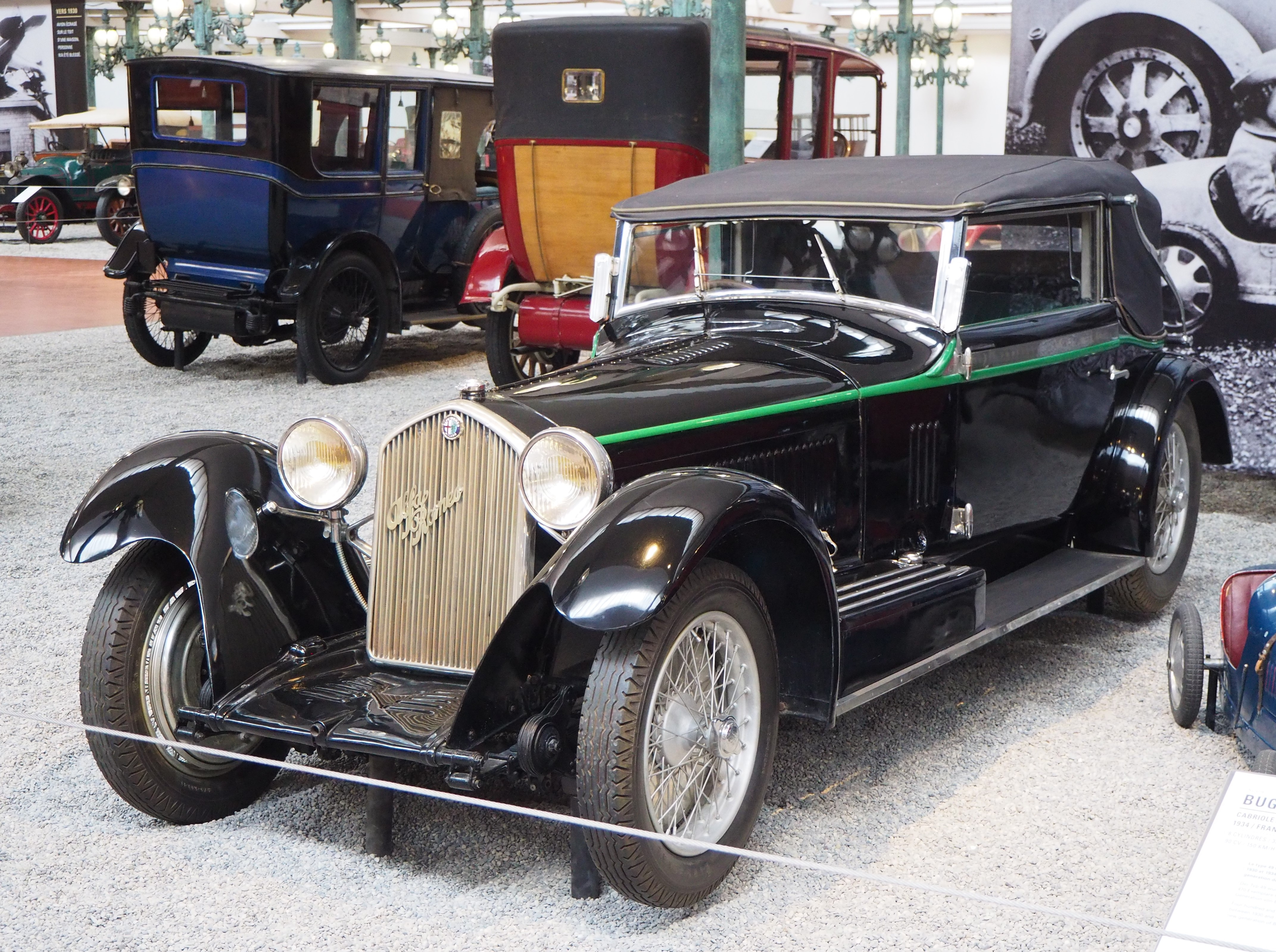
Una Alfa Romeo Type 8C 2,3 cabriolet Graber esposta al Musée National de l'Automobile.

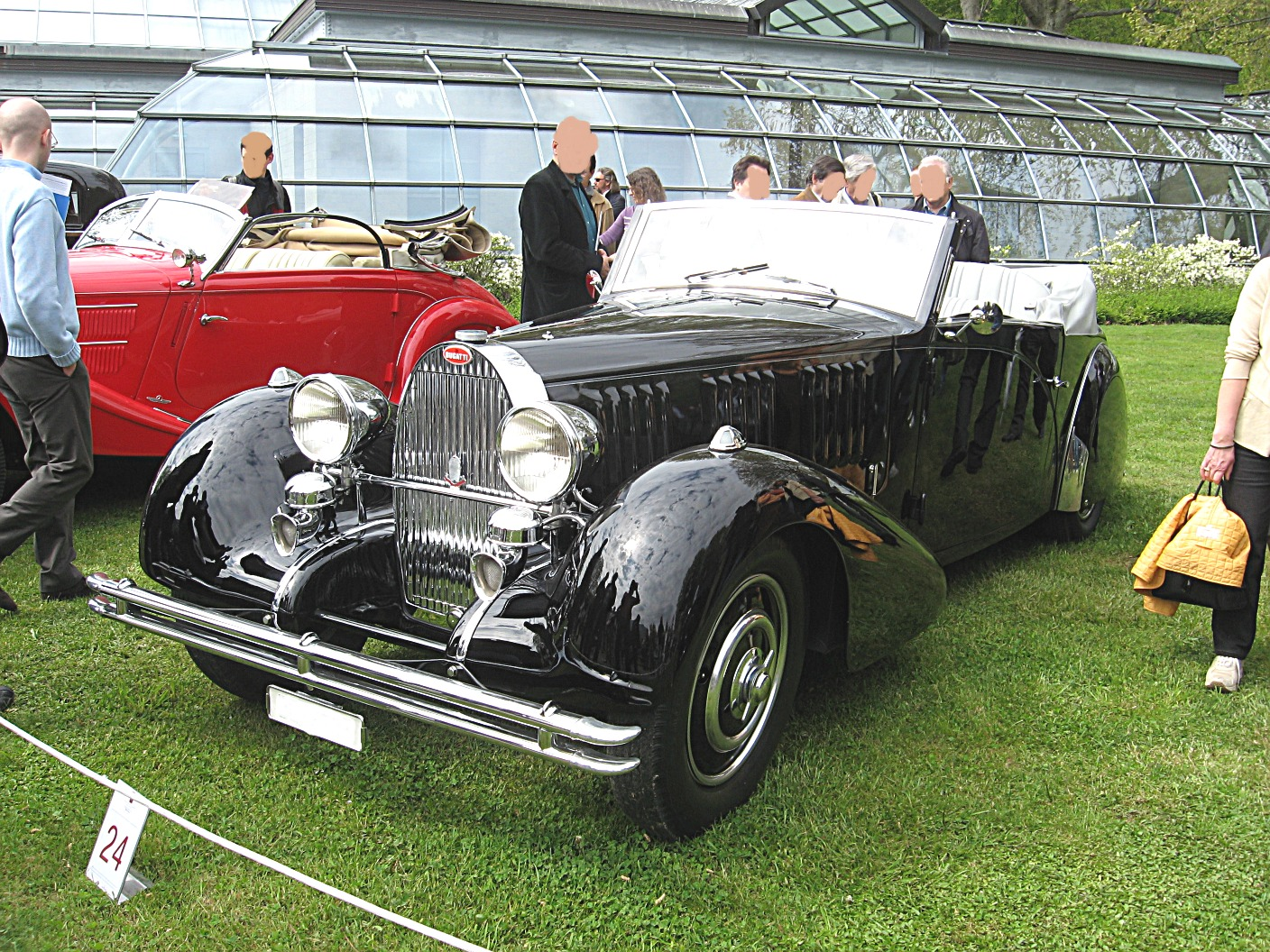
Una Bugatti Type 57 carrozzata da Graber nel 1937.

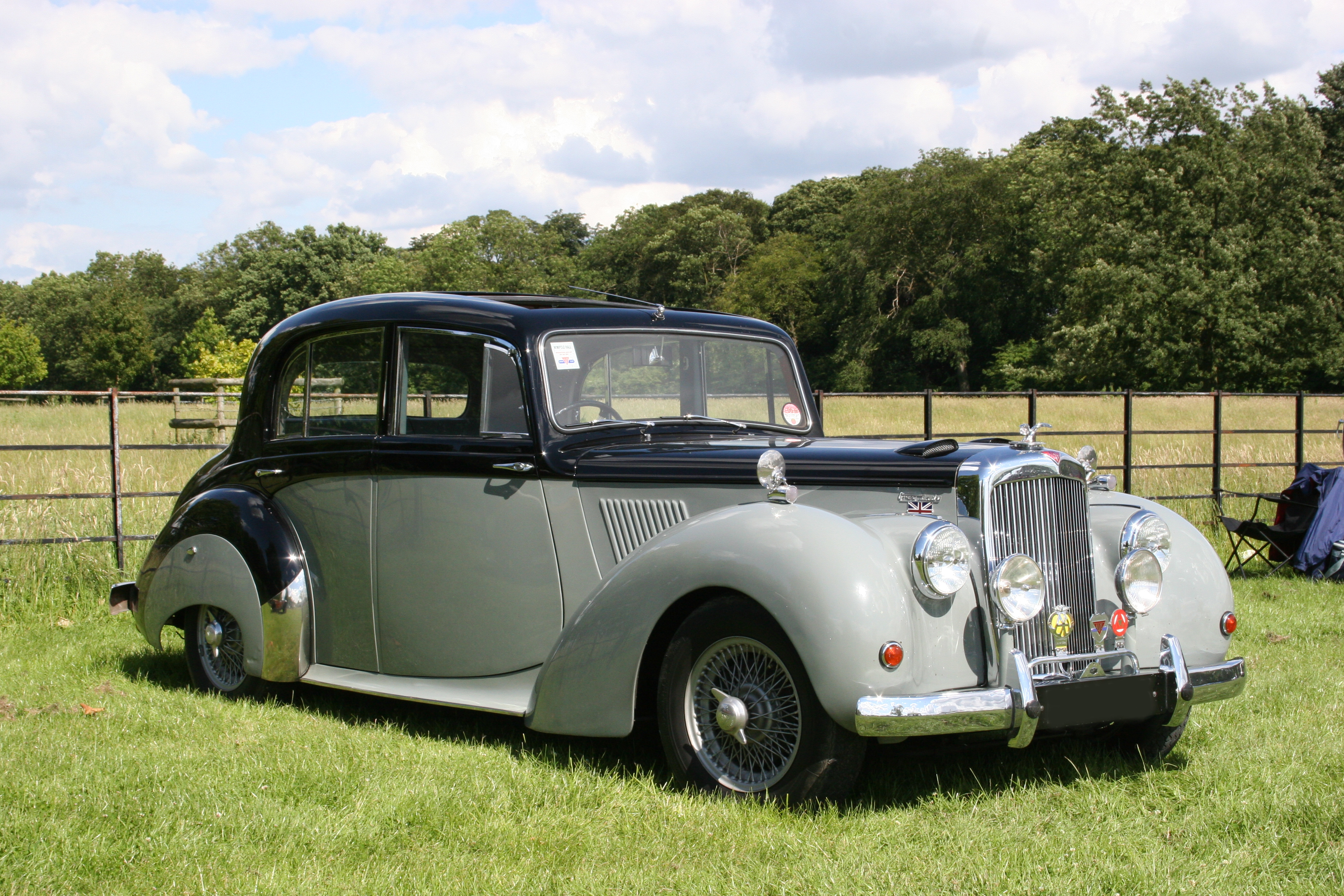
Alvis TC 21/100 "Grey Lady" carrozzata da Graber nel 1953.

Nel 1924 Hermann Graber, allora ventunenne, rilevò l'attività del padre, classe 1904, che aveva una bottega di carrettiere a Wichtrach, una cittadina tra Berna e Thun. Hermann Graber riconfigurò rapidamente l'attività del padre iniziando a costruire carrozzerie per automobili. Il primo veicolo con carrozzeria Graber, una Fiat 509 cabriolet a due posti, fu presentata nel 1927. Due anni dopo una Panhard & Levassor 20CV carrozzata Graber vinse il Concours d'Elegance Suisse di St. Moritz, e a seguito di questa vittoria l'attività della "Carrosserie Graber" divenne nota in tutta Europa.
Durante gli anni trenta del XX secolo l'azienda costruì una serie di carrozzerie speciali su una gamma di telai di Alfa Romeo, Bentley, Bugatti, Duesenberg, Hispano-Suiza, Lancia, Mercedes e Packard. Nel 1939 una Alfa Romeo 6C 2300B MM carrozzata Graber vinse il Concours d'Elegance Suisse di St. Moritz. 
All'inizio degli anni trenta la Francia aveva perso a favore della Gran Bretagna la sua posizione di più grande produttore di automobili d'Europa, e la Gran Bretagna avrebbe mantenuto il primo posto fino ai primi anni cinquanta. Dopo la fine della seconda guerra mondiale la Graber si concentrò su carrozzerie speciali progettate e realizzate sugli autotelai più esclusivi prodotti dall'industria automobilistica britannica, come Alvis, Bentley, Aston Martin, Lagonda, Rolls-Royce e Rover. Un totale di 35 carrozzerie Graber sono stati realizzate per la Bentley, 12 dei quali solo per il modello Bentley Mark VI. 
Nel 1946 Graber realizzò la sua prima carrozzeria su telaio Alvis, e nel 1953 acquisì i diritti di distribuzione per la Svizzera  delle automobili prodotte dalla Alvis Cars. Nel 1955, in risposta a un ordine di un cliente delle Alvis, produsse quelli che si sarebbero rivelati i primi due di numerosi prototipi con carrozzeria Graber su un telaio Alvis.
Durante gli anni cinquanta i legami tra la Graber e la Alvis si intensificarono. Dopo che il designer di lunga data della Alvis, G.T. Smith-Clarke aveva lasciato l'azienda, Graber presentò nel 1955 la sua Alvis TC 21/100 "Grey Lady" con carrozzeria Graber che combinava l'eleganza classica dell'auto con un ponton dalle linee più moderne. I nuovi modelli Alvis entrarono in produzione in serie, realizzati su licenza delle aziende britanniche, dapprima la Willowbrook e poi la Park Ward. Quest'ultima prese i disegni svizzeri e li adattò per produrre un'auto con più spazio interno rispetto all'originale disegno Graber. Tutti i successivi modelli Alvis TD 21, TE 21 e l'ultimo TF 21 seguivano il progetto di base di Graber. Nel frattempo, nella Svizzera centrale, Graber continuò a costruire su ordinazione vetture con carrozzeria speciale basate su telaio Alvis a un ritmo non superiore alle dieci all'anno. Questi includevano vetture a quattro posti con carrozzeria coupé (a volte descritte dagli inglesi come berline), cabriolet e quattro speciali a quattro porte. I prodotti di Graber erano più bassi delle auto Alvis con carrozzeria standard con montanti A e C più inclinati. Quando i clienti richiedevano dei miglioramenti, Graber era felice non solo di produrre carrozzerie speciali, ma anche di ridisegnare o adattare aspetti del telaio dell'auto.
Hermann Graber morì nel 1970 e la produzione di vetture con carrozzeria speciale a Wichtrach terminò. All'epoca erano stati prodotti circa 800 veicoli con carrozzeria Graber. L'attività continuò sotto il controllo della vedova, specializzandosi ora nella riparazione e nella manutenzione delle carrozzerie. Tra il 1980 e il 1996 l'azienda Graber operò in franchising come importatore ufficiale delle automobili Ferrari. Nel 2001 ciò che rimaneva dell'attività è stato acquisito da un noto restauratore di veicoli d'epoca svizzero di nome Markus Scharnhorst e trasferito a Toffen.

## Galleria: Realizzazioni della Carrosserie Hermann Graber

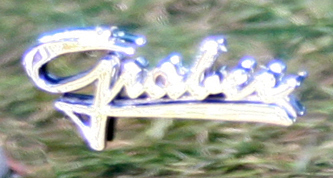
Logo delle Carrosserie Graber
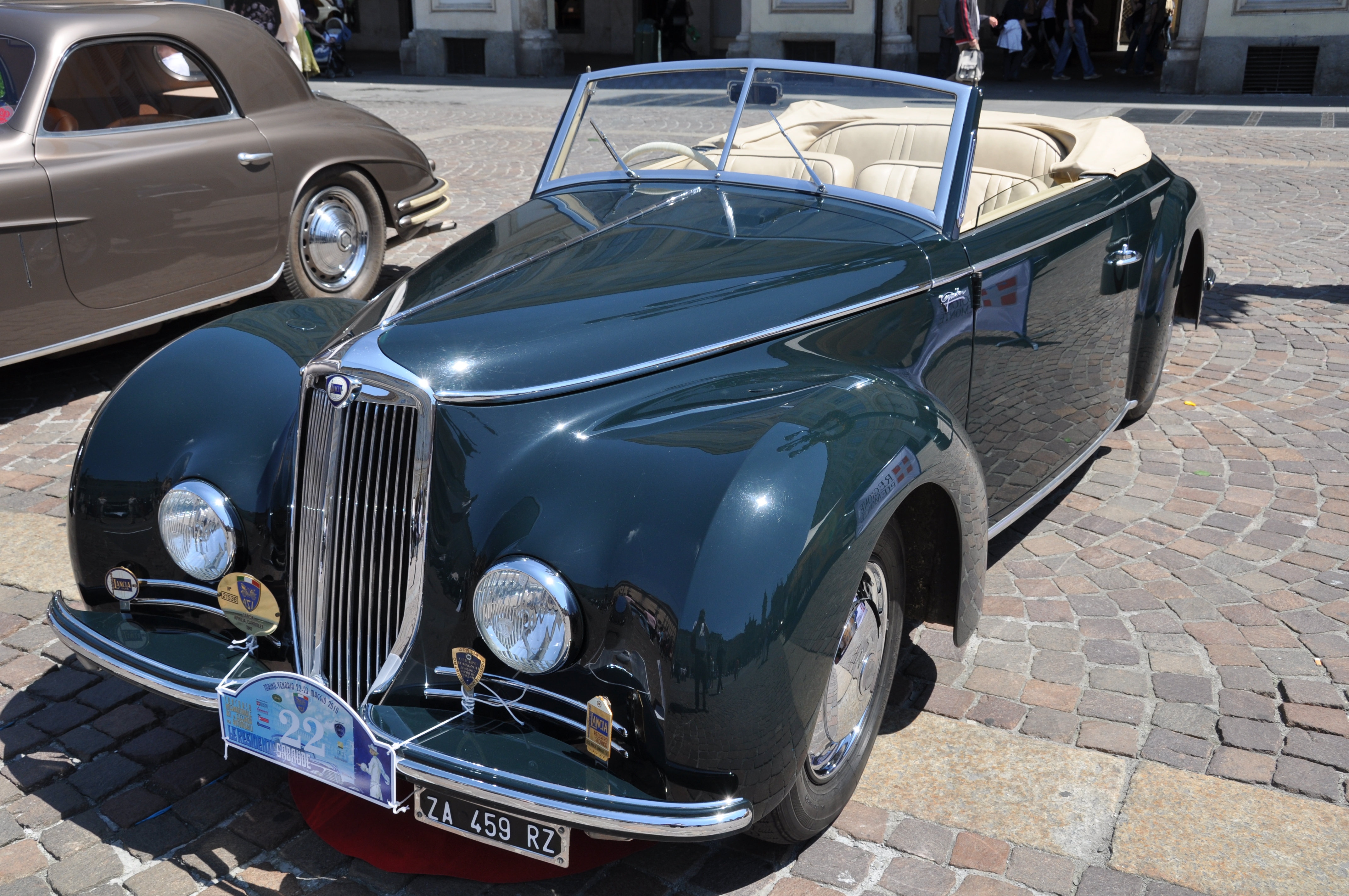
Carrozzeria Graber su telaio Lancia Aprilia (1941)
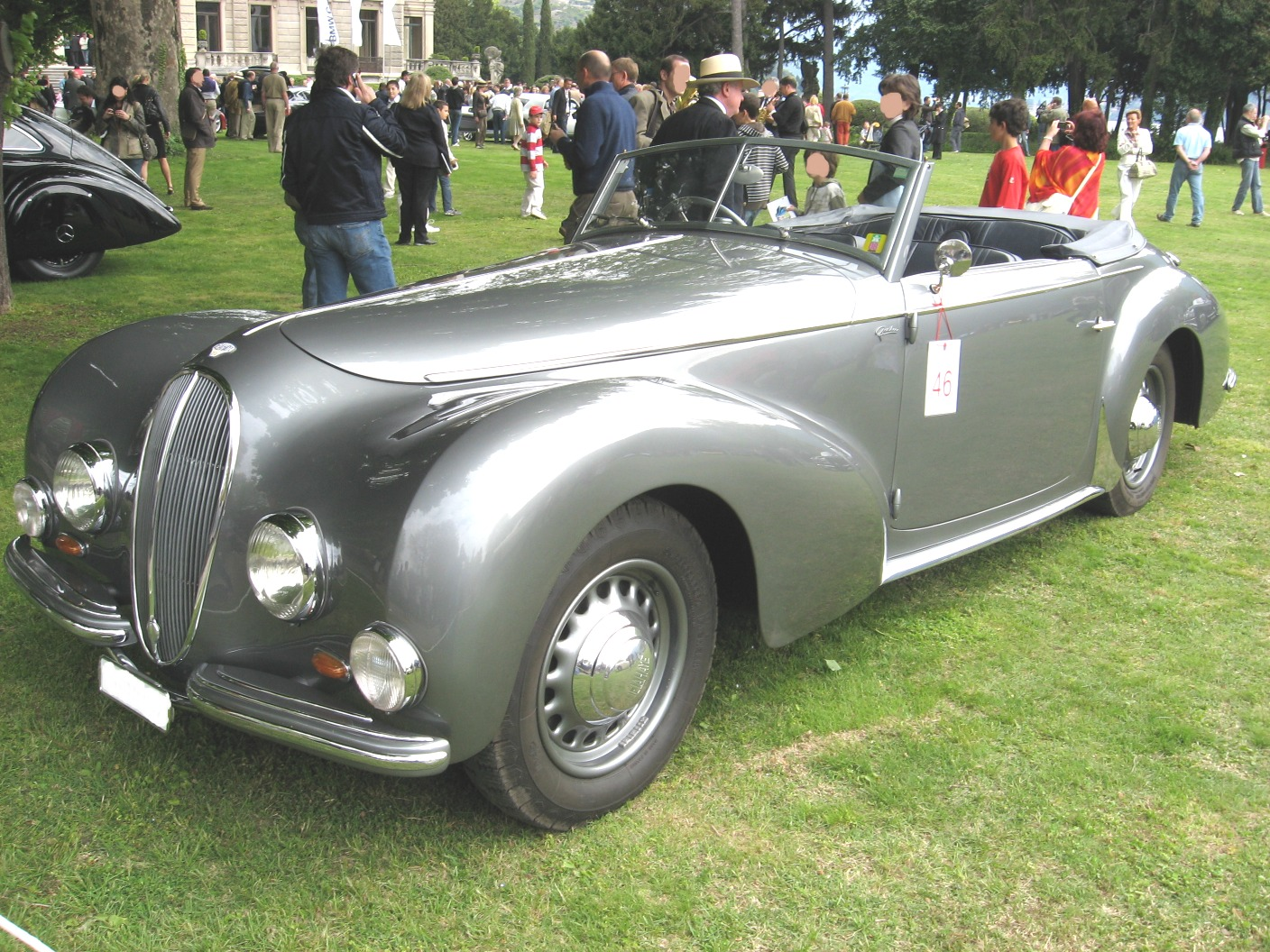
Una Delahaye 135 M Cabriolet carrozzata da Graber
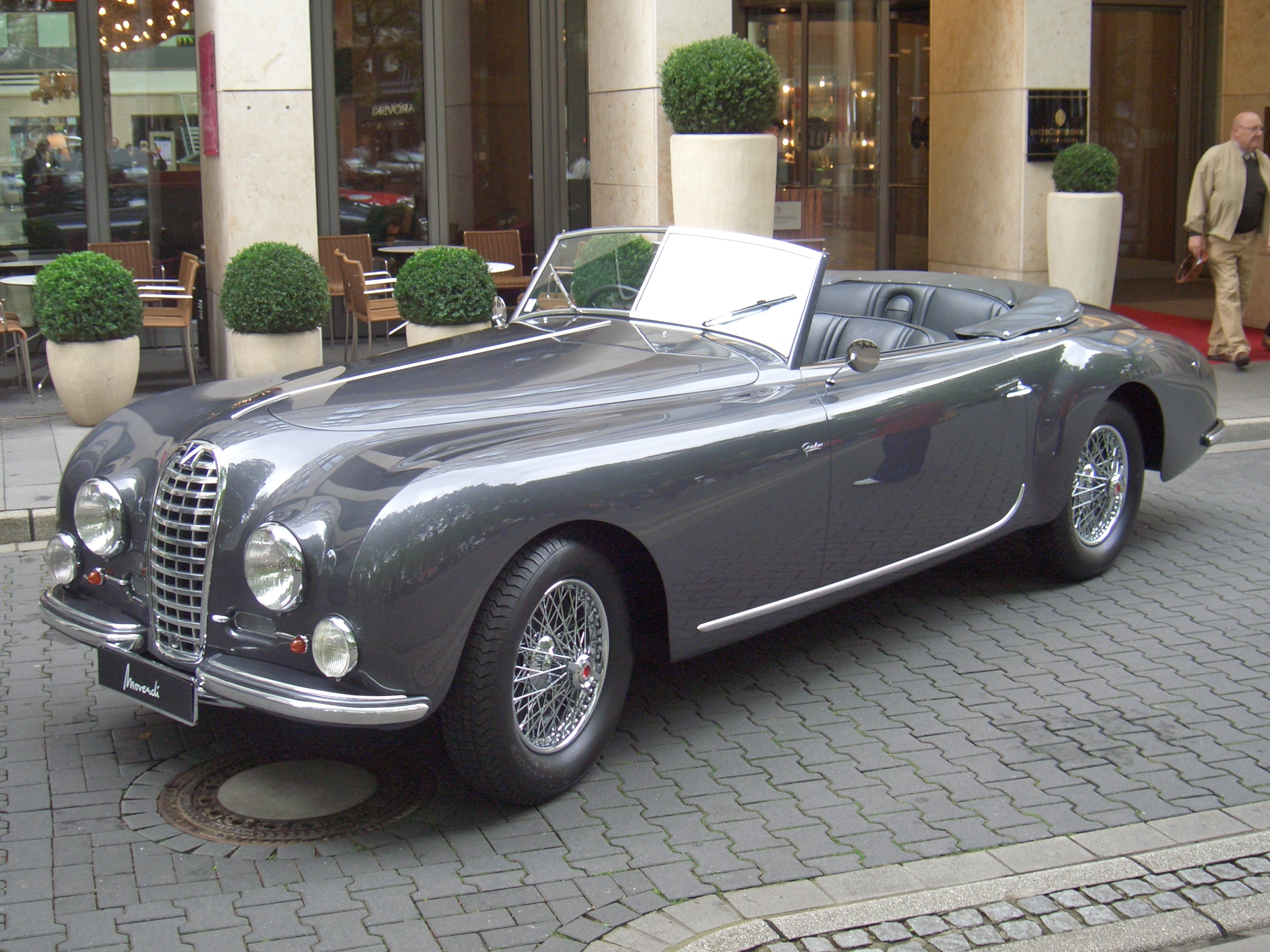
Talbot-Lago T 26 Cabriolet Graber (1952)
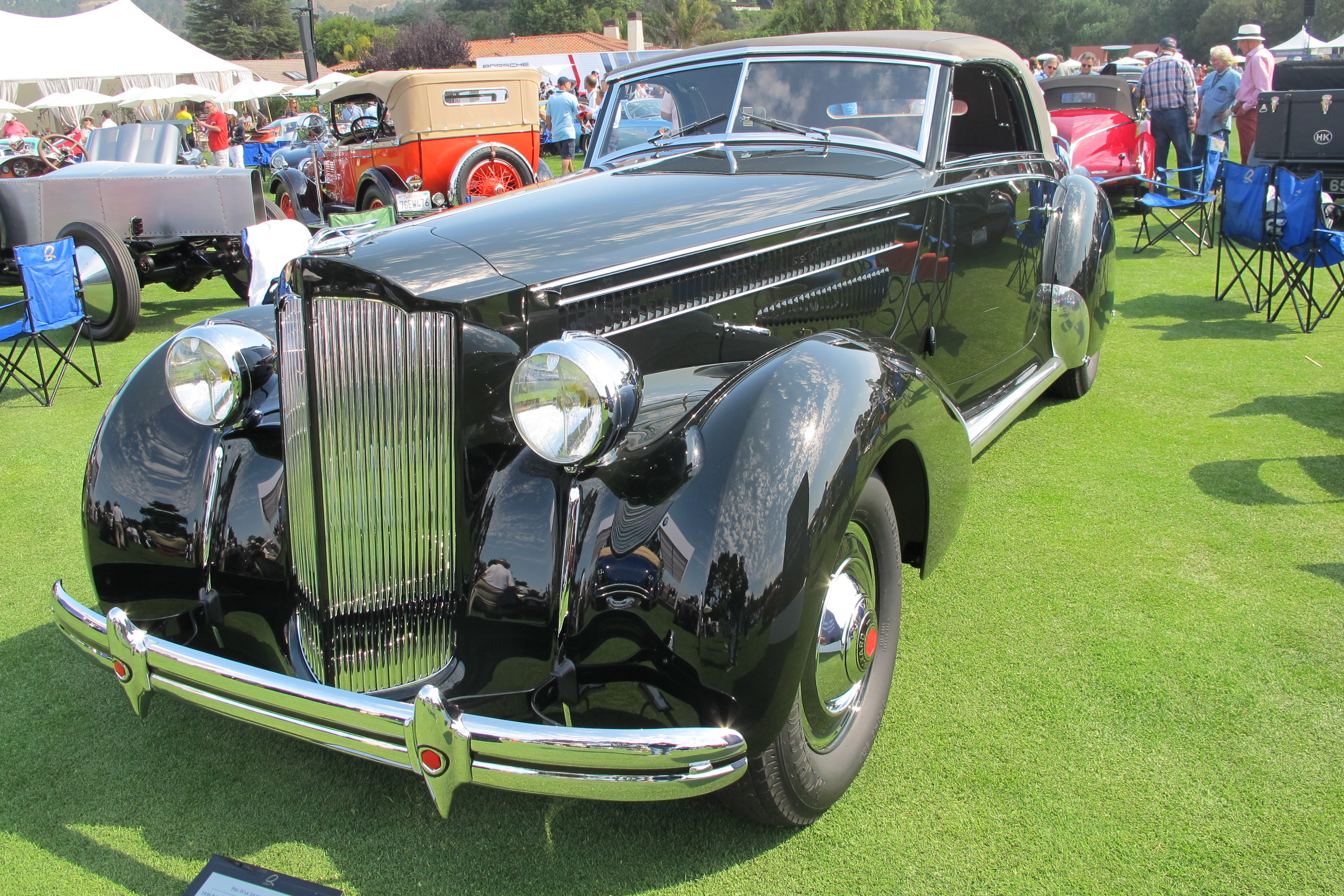
Una Packard del 1938 carrozzata Graber
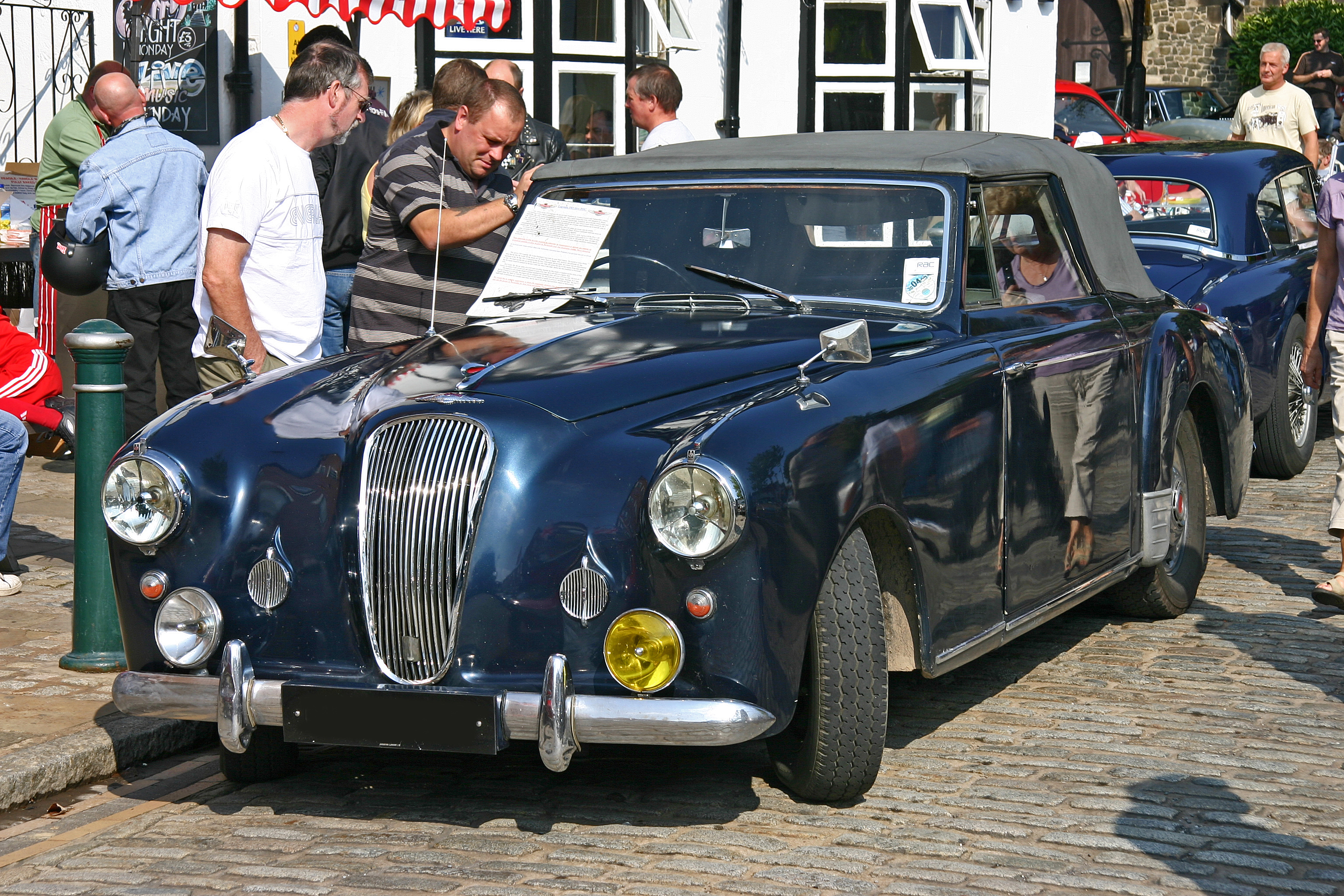
Lagonda 3 Litre carrozzata Graber
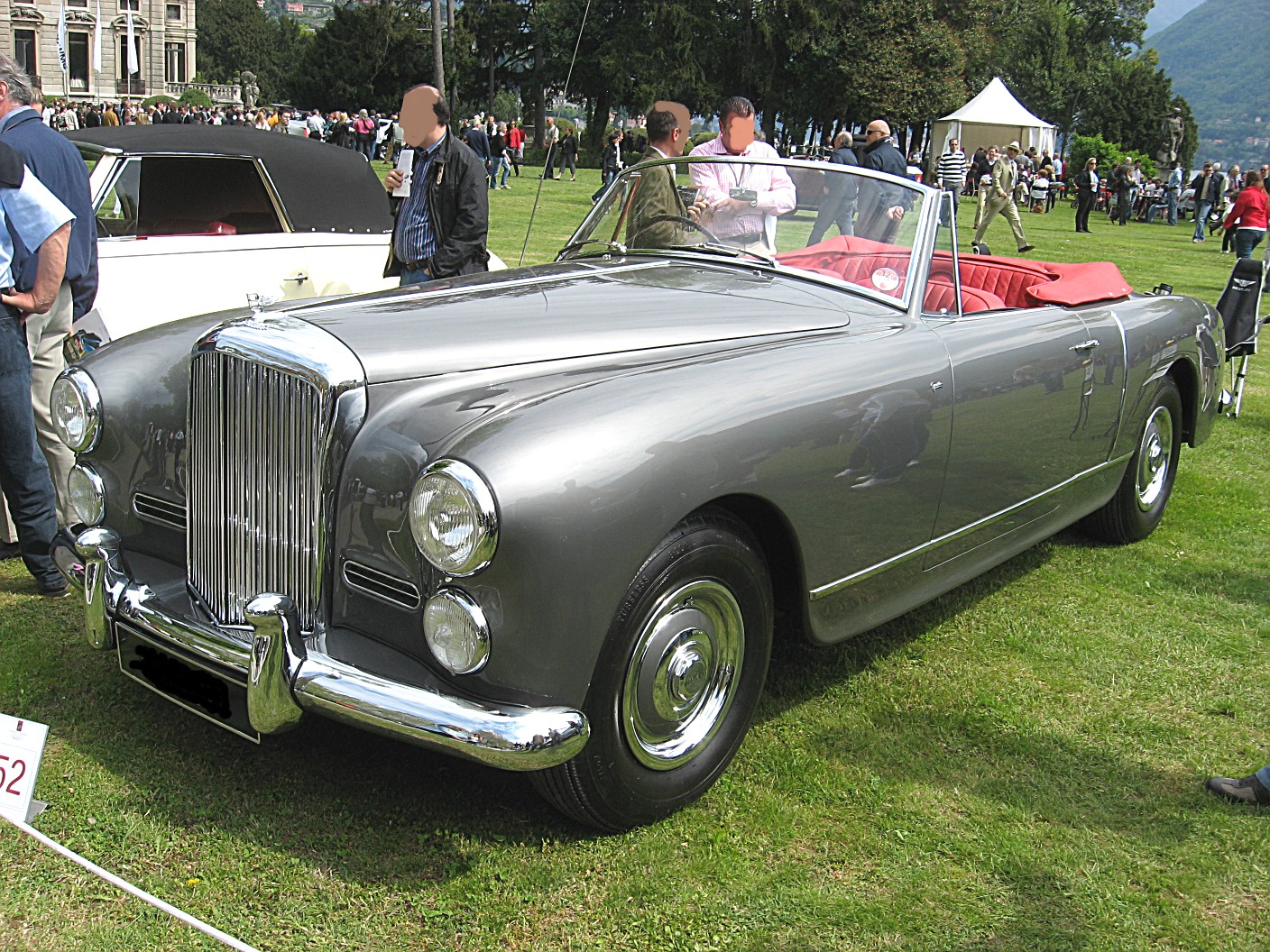
Una Bentley S1 Cabriolet carrozzata Graber
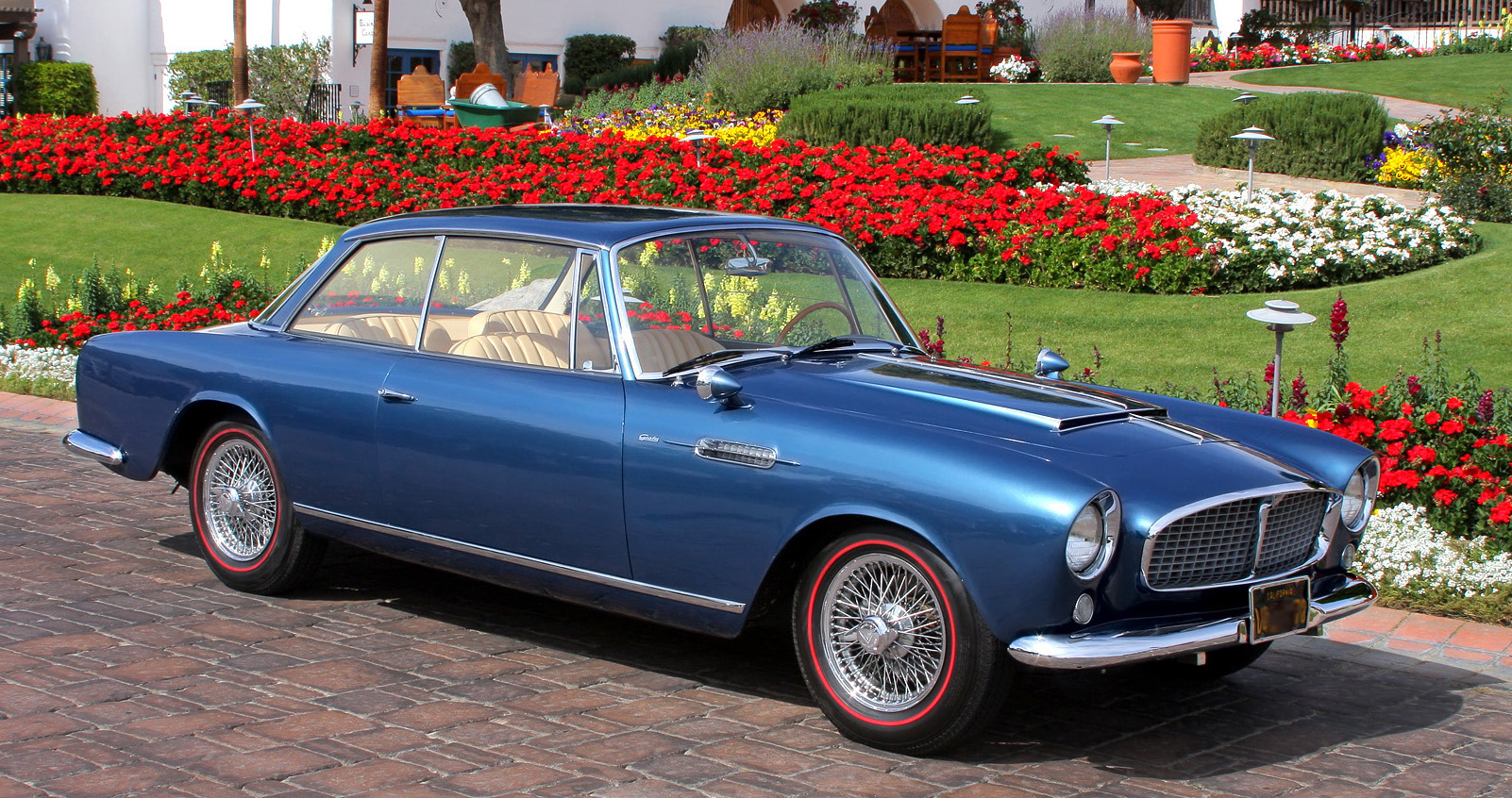
Una Alvis TF 21 Coupé de 1967 carrozzata Graber
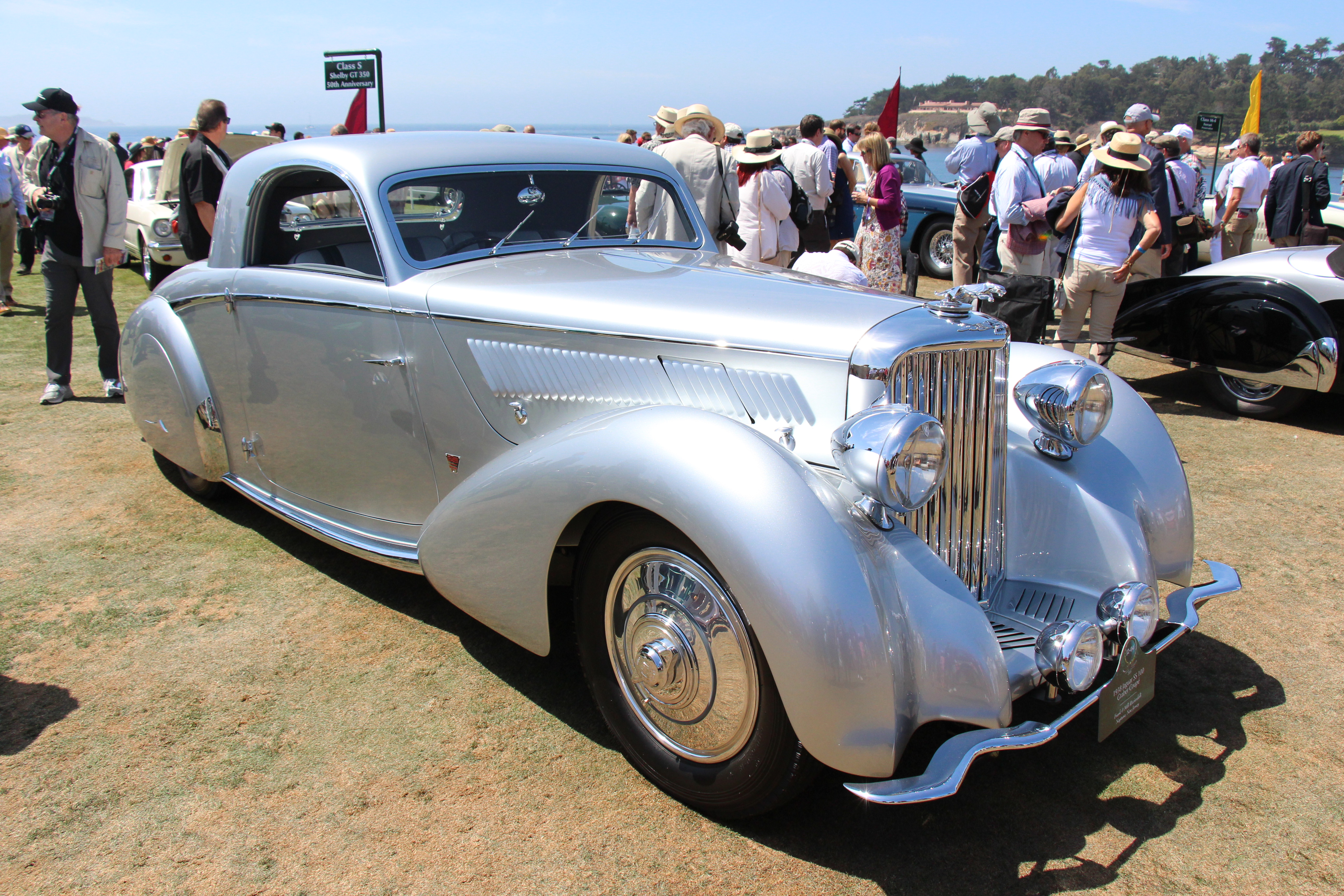
Jaguar SS Coupé del 1938
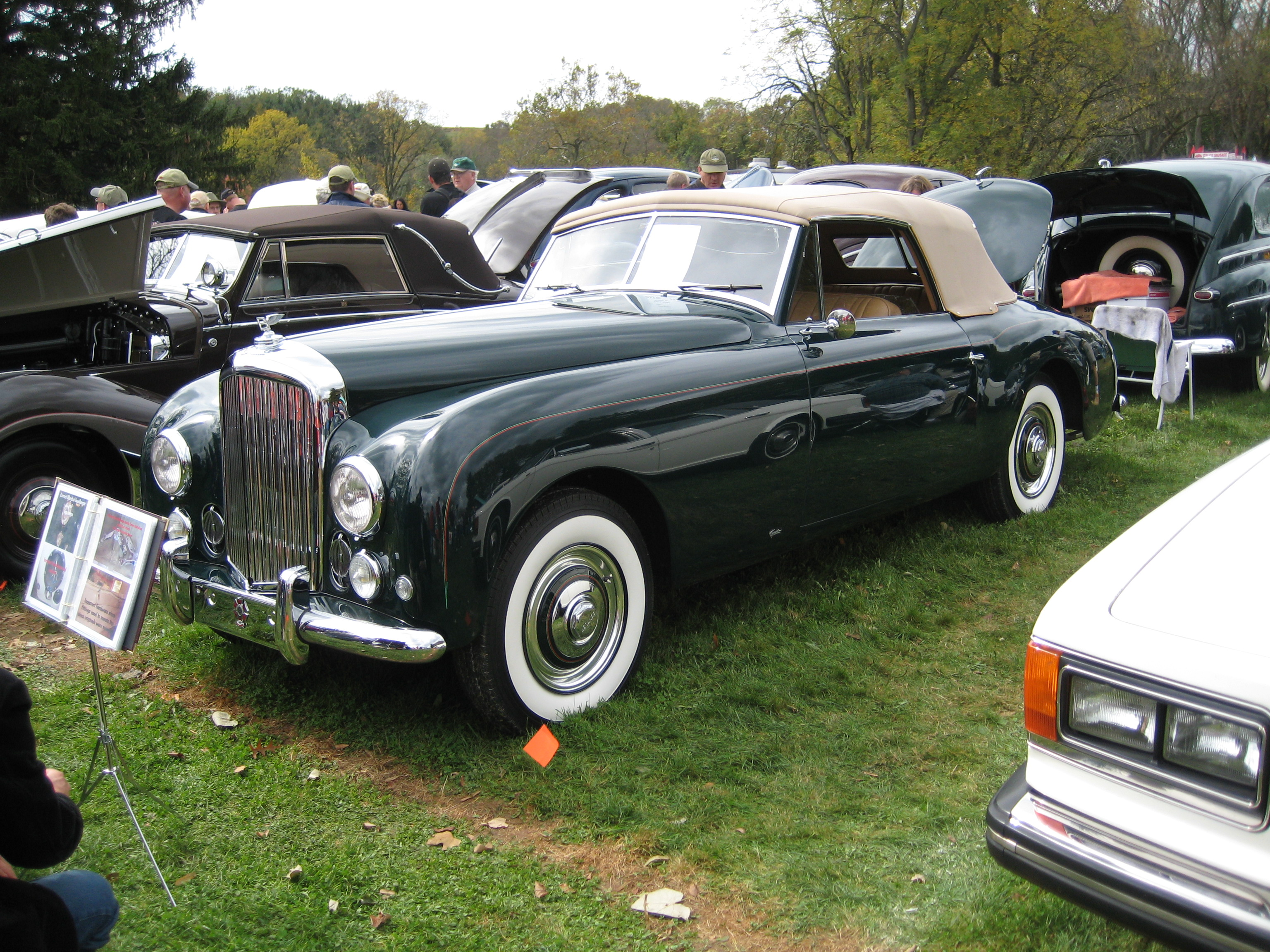
Bentley Mark VI carrozzata Graber 1951-1953
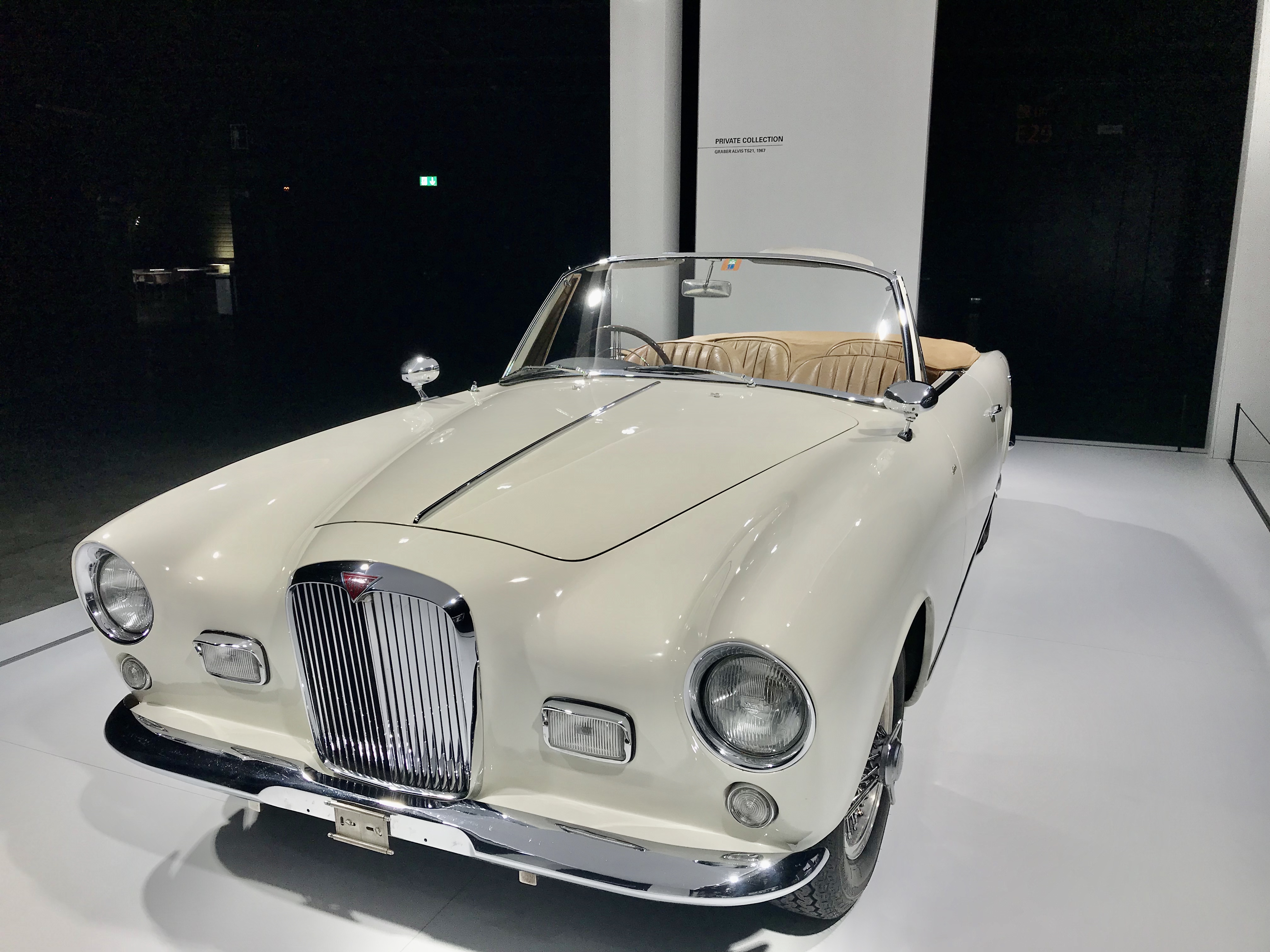
Alvis TS 21 carrozzata da Graber del 1967
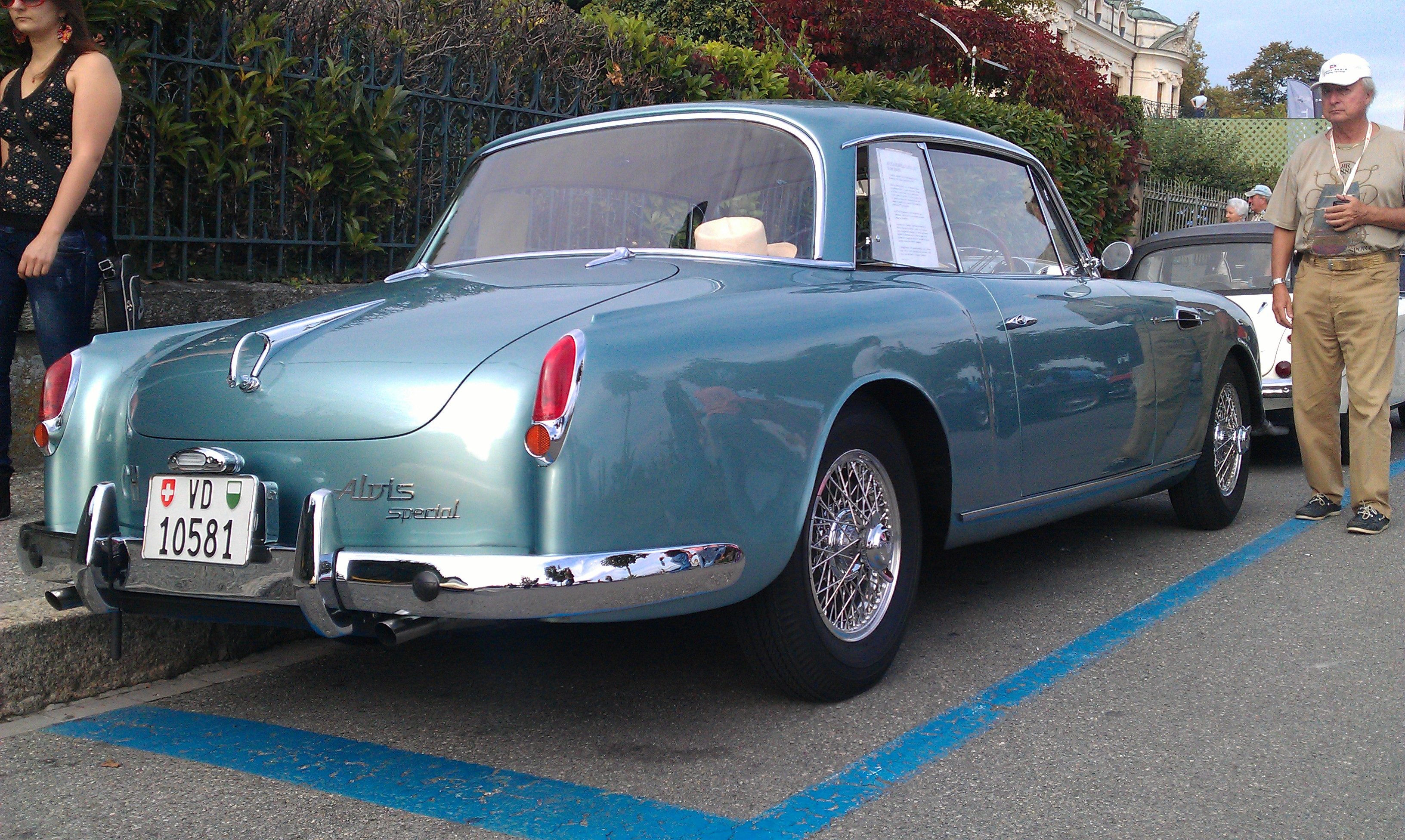
Alvis TC 108G carrozzata Graber del 1957
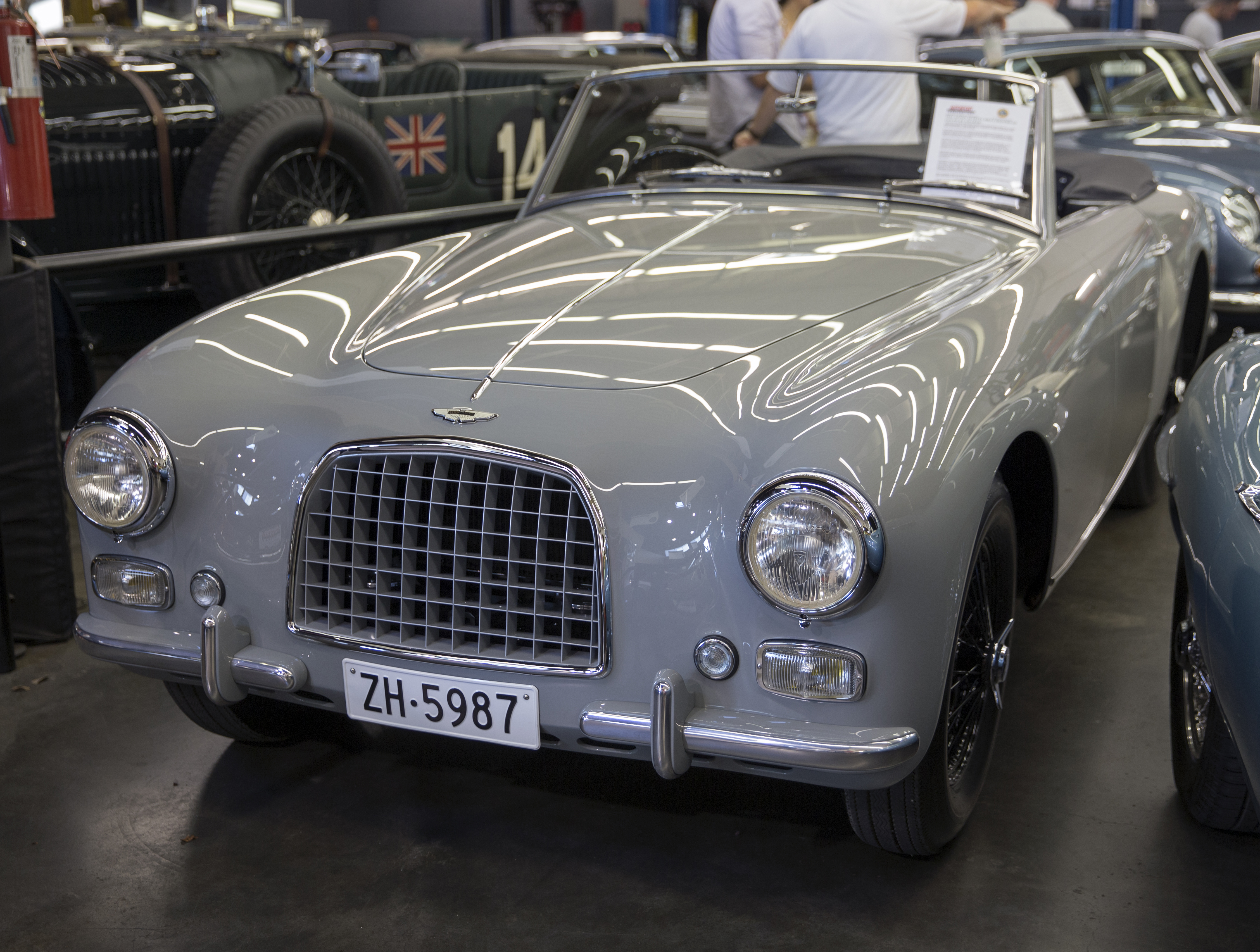
Aston Martin DB2/4 Drophead Coupé carrozzata Graber del 1954
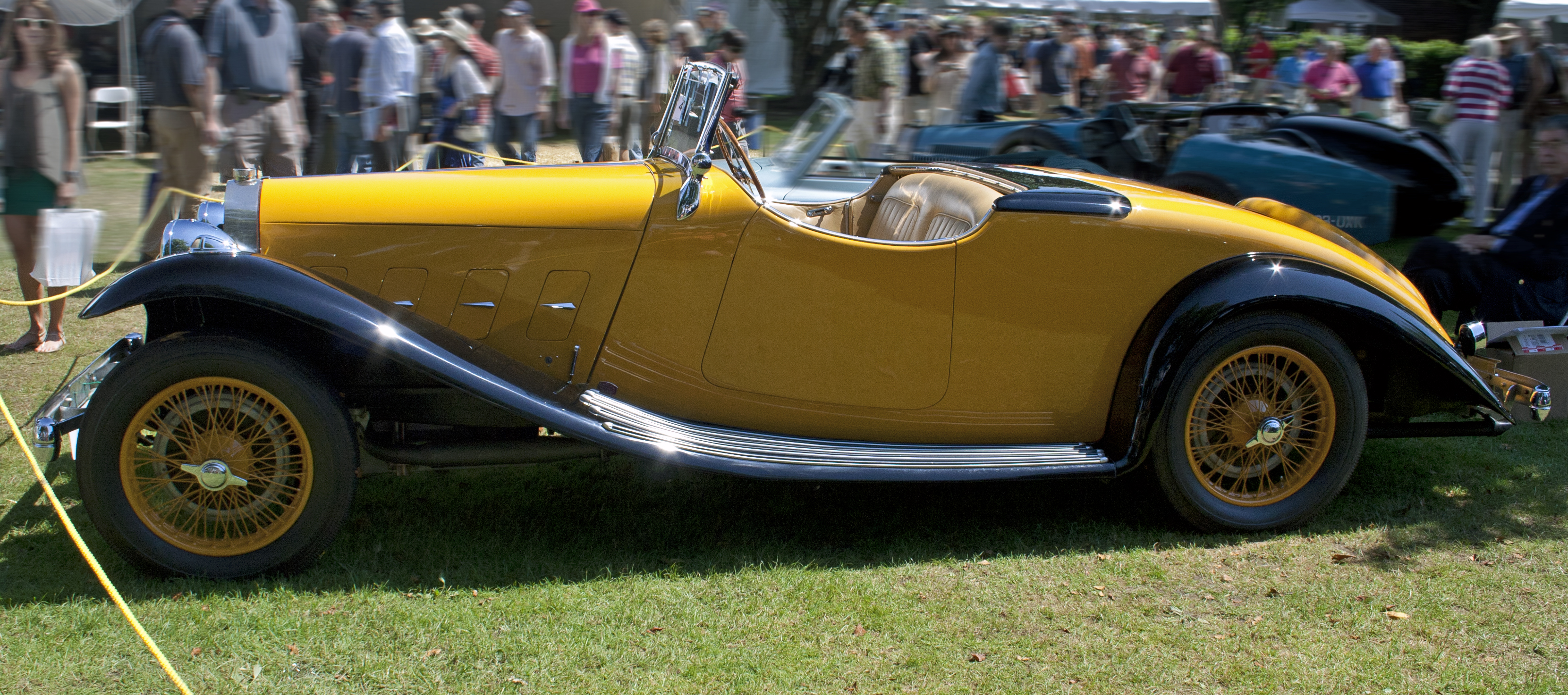
Bugatti Tipo 44 Graber and Gerber Roadster del 1927
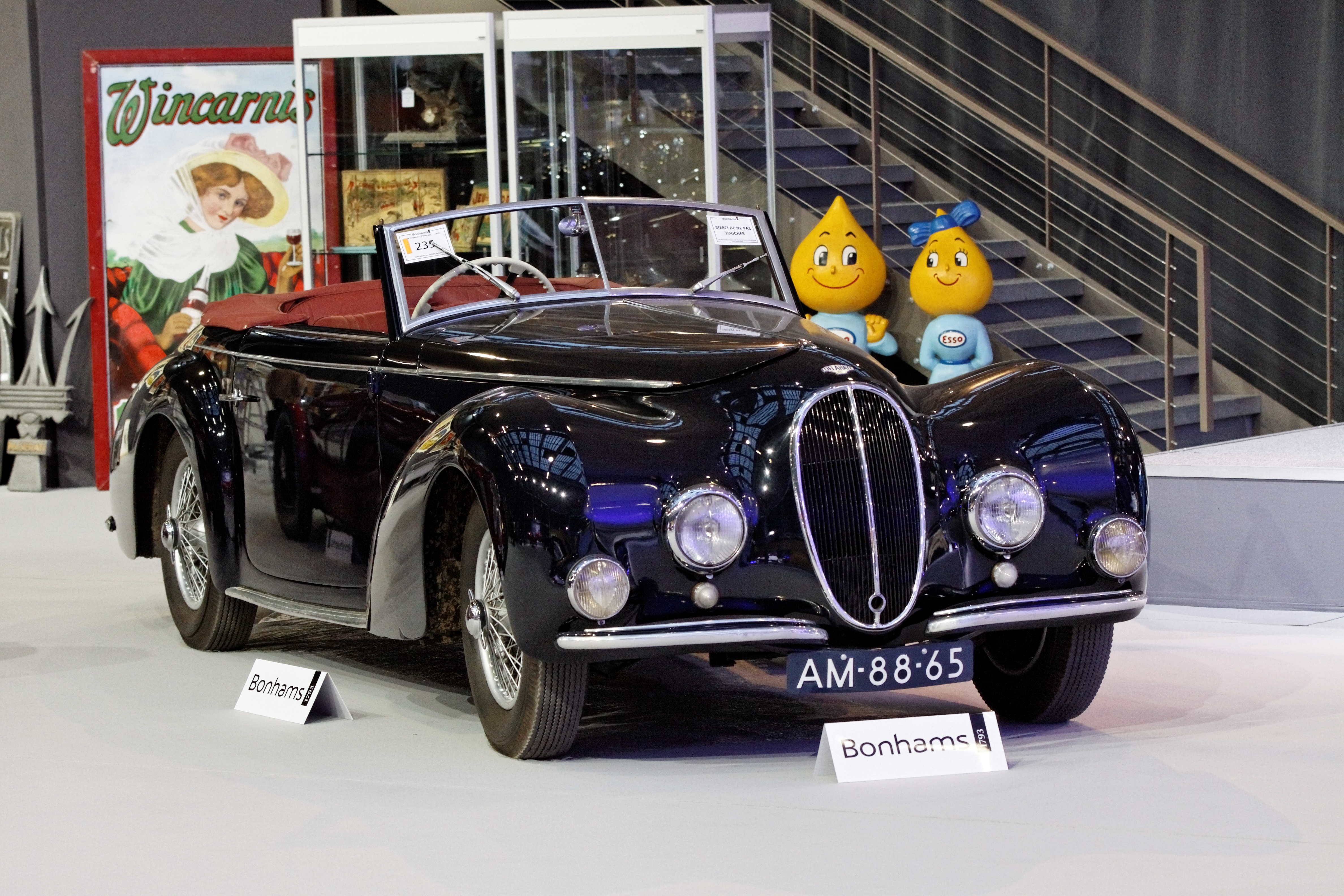
Delahaye 135M Cabriolet carrozzata da Graber del 1946
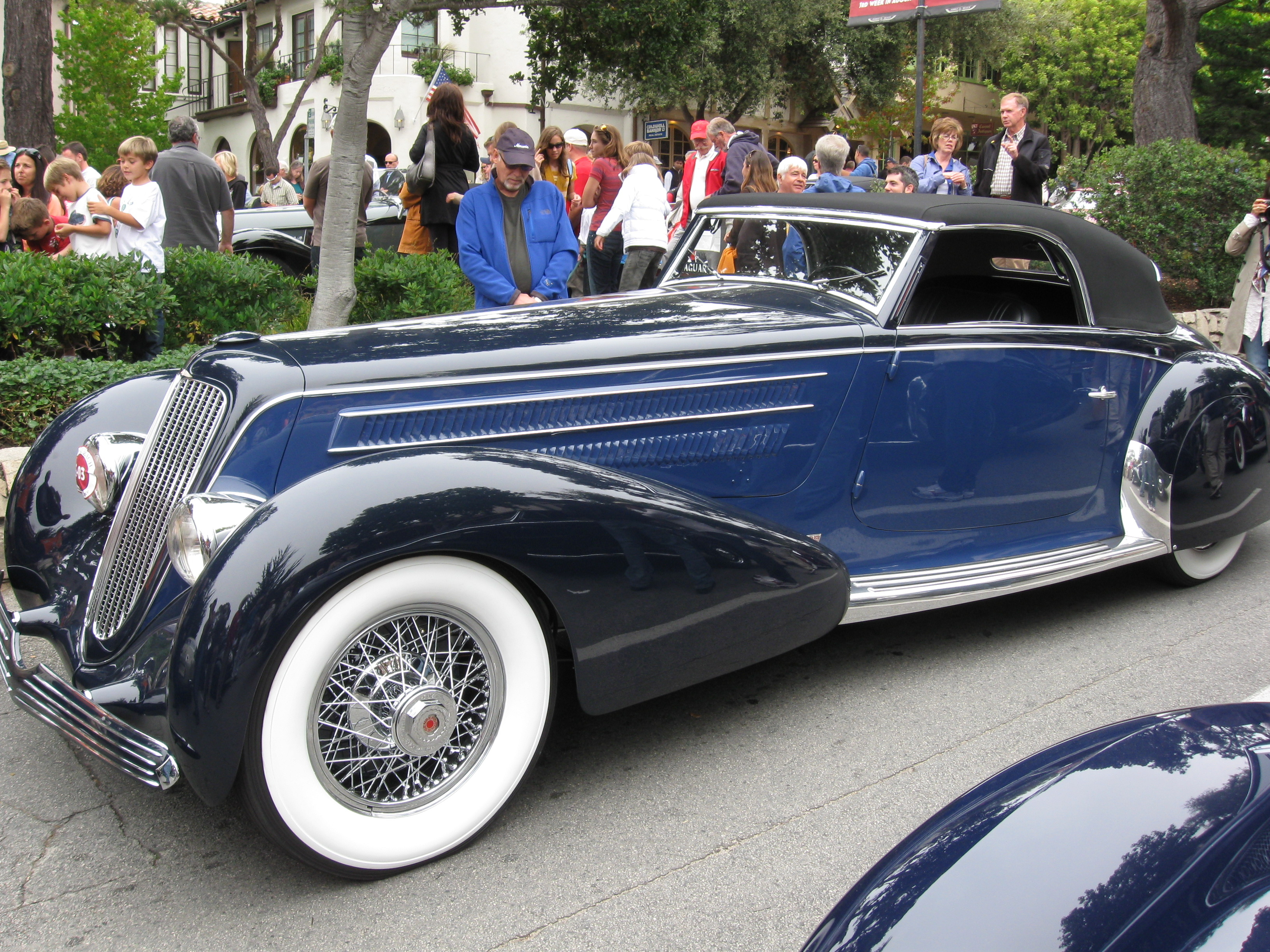
Duesenberg Model J carrozzata da Graber del 1930